# Brlenka
Die Brlenka (auch Brdlenka, deutsch auch Berlenkabach) ist ein linker Nebenfluss der Metuje (Mettau). Das von ihr durchflossene Gebiet gehört zum Okres Náchod im Královéhradecký kraj in Tschechien. Auf einem kurzen Abschnitt durchfließt sie die nordwestliche Gemarkung von Słone im Powiat Kłodzki in der Woiwodschaft Niederschlesien in Polen.

## Beschreibung
Die Brlenka entspringt in den westlichen Ausläufern des Heuscheuergebirges im Naturschutzgebiet Ulehle in Tschechien, nahe an der Grenze zu Polen. Sie fließt zunächst in Richtung West zwischen den Naturschutzgebieten Louka pod Březinou und Bučiny pod Brlenkou, wendet sich vor Vysoká Srbská nach Südwest und fließt weiter durch Sedmakovice, wo sich am rechten Ufer das geschützte Baumdenkmal «Kosova Lipa» befindet. Vor Žďárky fließt ihr als linker Nebenfluss der in Pstrążna entspringende Pstrążnik (Straußeneyer Bach, tschechisch: Strouženský potok) zu. Ab der Šulcová hora, die südöstlich von Žďárky liegt, bildet die Flussmitte der Brlenka über etwa 600 m die Grenze zu Polen. Hinter Brné, das auch als Na Brnění bezeichnet wurde, fließt sie südwärts und erreicht nach etwa 100 m polnisches Gebiet, das zu den Gemarkungen von Słone (Schlaney/Schnellau) gehört. Nach weniger als 200 m fließt ihr als linker Nebenfluss die aus Osten kommende Czermnica (Tscherbeneyer Wasser) zu, die ab hier ebenfalls als Brlenka bezeichnet wird. Danach fließt die Brlenka Richtung Westen und erreicht nach etwa 300 m wieder tschechisches Gebiet, wo ihr als rechter Nebenfluss die Homolka zufließt. Nach einem Knick nach Südwest mündet sie bei Velké Poříčí in die aus der Adersbach-Weckelsdorfer Felsenstadt kommende Metuje.

## Nebenflüsse
- Pstrążnik (Straußeneyer Bach, tschechisch: Strouženský potok) (L)
- Czermnica (Tscherbeneyer Wasser; tschechisch Čermná, auch Čermenský potok und Červený potok) (L)
- Homolka (R)